# Mythimna hackeri
Mythimna hackeri là một loài bướm đêm trong họ Noctuidae.